# Grande Prêmio de Mônaco de 1984
Resultados do Grande Prêmio de Mônaco de Fórmula 1 realizado em Montecarlo em 3 de junho de 1984. Sexta etapa do campeonato, foi vencido pelo francês Alain Prost, da McLaren-TAG/Porsche, com Ayrton Senna em segundo pela Toleman-Hart e René Arnoux em terceiro Ferrari. Esta corrida foi encerrada com apenas trinta e uma de setenta e sete voltas previstas, devido a chuva.

## Resumo
Realizada sob uma forte chuva, a prova foi uma das mais controversas da história da Fórmula 1 e apresentou ao menos dois novos talentos: Ayrton Senna e Stefan Bellof, ao passo que Alain Prost conquistou a primeira de suas quatro vitórias no circuito.
Após 45 minutos de atraso (a pista estava tão encharcada que os pilotos solicitaram que o piso do túnel também fosse molhado para evitar o desgaste dos pneus de chuva no piso enxuto do referido trecho) Prost fez valer a pole position e liderava a prova alheio ao esbarrão entre René Arnoux e Derek Warwick, cujo bólido atingiu Patrick Tambay. Ambos os pilotos sofreram ferimentos nas pernas e em razão disso Tambay não correu no Canadá.
Na nona volta, Prost foi ultrapassado por Nigel Mansell (liderando pela primeira vez na carreira) que abria dois segundos de vantagem por volta sobre o francês, mas sua liderança foi interrompida após cinco voltas quando um de seus pneus do seu Lotus passou sob uma faixa branca escorregadia que fez seu carro rodar na Curva do Cassino e sair da pista. A McLaren número 7 de Prost retomou a liderança, mas logo Ayrton Senna, que estreava em um circuito de rua, alcançou o francês em razão de uma condução ousada mesmo a bordo de um nada competitivo Toleman. Nas voltas 29 e 31, Prost solicitou a interrupção da prova por meio de acenos aos fiscais sendo atendido ao final da volta 32. Justificando sua decisão, o belga Jacky Ickx, o diretor da prova, alegou que as condições de pista eram inviáveis, daí o veredicto. Senna ultrapassou Prost pouco antes de o piloto da McLaren alcançar a linha de chegada, mas em atenção ao regulamento a vitória foi concedida a Prost, líder da corrida antes da bandeira vermelha, já que a volta 31 foi a última completada por todos os competidores. Após a decisão veio a controvérsia: pois a decisão de Ickx beneficiou um carro com motor Porsche, marca na qual o ex-piloto belga competia fora da Fórmula 1, além disso Ickx não consultou os demais membros da direção de prova quando de sua decisão e nem mesmo a chuva era tão rigorosa quanto antes.
Ressalte-se que além de Mansell e Senna, outro destaque da prova foi o alemão ocidental Stefan Bellof (também estreante na categoria), terceiro colocado na prova com o Tyrrell e que poderia mesmo ameaçar Prost e Senna, dos quais se aproximava.
Em 18 de julho, os carros da Tyrrell foram desclassificados de todas as provas do ano em razão das violações no peso dos bólidos em face do que previa o regulamento.
Foi a primeira vitória francesa em Mônaco desde Patrick Depailler em 1978, a quarta vitória de um piloto francês e a quinta vitória da França na pista monegasca.
A prova marcou o primeiro pódio de Ayrton Senna e da equipe Toleman na Fórmula 1.
Terceira corrida na história da Fórmula 1 que atribuiu a pontuação pela metade.

## Repercussões
Caso a prova tivesse prosseguido até 75% do percurso, Alain Prost teria recebido seis pontos pelo segundo lugar ao invés de 4,5 pela “meia vitória”, sendo que ao final do ano o francês perdeu o título para Niki Lauda por apenas meio ponto.

## Classificação

### Treinos oficiais
| Pos.    | N.º | Piloto             | Construtor          | Q1       | Q2       | Grid    |
| ------- | --- | ------------------ | ------------------- | -------- | -------- | ------- |
| 1       | 7   | Alain Prost        | McLaren-TAG/Porsche | 1:23.944 | 1:22.661 | —       |
| 2       | 12  | Nigel Mansell      | Lotus-Renault       | 1:24.927 | 1:22.752 | + 0.091 |
| 3       | 28  | René Arnoux        | Ferrari             | 1:24.661 | 1:22.935 | + 0.274 |
| 4       | 27  | Michele Alboreto   | Ferrari             | 1:23.581 | 1:22.937 | + 0.276 |
| 5       | 16  | Derek Warwick      | Renault             | 1:23.726 | 1:23.237 | + 0.576 |
| 6       | 15  | Patrick Tambay     | Renault             | 1:24.828 | 1:23.414 | + 0.753 |
| 7       | 26  | Andrea de Cesaris  | Ligier-Renault      | 1:25.939 | 1:23.578 | + 0.917 |
| 8       | 8   | Niki Lauda         | McLaren-TAG/Porsche | 1:24.508 | 1:23.886 | + 1.225 |
| 9       | 1   | Nelson Piquet      | Brabham-BMW         | 1:24.139 | 1:23.918 | + 1.257 |
| 10      | 6   | Keke Rosberg       | Williams-Honda      | 1:26.017 | 1:24.151 | + 1.490 |
| 11      | 11  | Elio de Angelis    | Lotus-Renault       | 1:25.602 | 1:24.426 | + 1.765 |
| 12      | 14  | Manfred Winkelhock | ATS-BMW             | 1:52.889 | 1:24.473 | + 1.812 |
| 13      | 19  | Ayrton Senna       | Toleman-Hart        | 1:27.865 | 1:25.009 | + 2.348 |
| 14      | 22  | Riccardo Patrese   | Alfa Romeo          | 1:28.072 | 1:25.101 | + 2.440 |
| 15      | 2   | Corrado Fabi       | Brabham-BMW         | 1:31.618 | 1:25.290 | + 2.629 |
| 16      | 5   | Jacques Laffite    | Williams-Honda      | 1:27.356 | 1:25.719 | + 3.058 |
| 17      | 25  | François Hesnault  | Ligier-Renault      | 1:27.678 | 1:25.815 | + 3.154 |
| 18      | 20  | Johnny Cecotto     | Toleman-Hart        | 1:28.241 | 1:25.872 | + 3.211 |
| 19      | 24  | Piercarlo Ghinzani | Osella-Alfa Romeo   | 1:27.723 | 1:25.877 | + 3.216 |
| 20      | 4   | Stefan Bellof      | Tyrrell-Ford        | 1:27.834 | 1:26.117 | + 3.456 |
| 21      | 17  | Marc Surer         | Arrows-Ford         | 1:27.919 | 1:26.273 | + 3.612 |
| 22      | 3   | Martin Brundle     | Tyrrell-Ford        | 1:27.891 | 1:26.373 | + 3.712 |
| 23      | 23  | Eddie Cheever      | Alfa Romeo          | 1:28.961 | 1:26.471 | + 3.810 |
| 24      | 18  | Thierry Boutsen    | Arrows-BMW          | 1:28.000 | 1:26.514 | + 3.853 |
| 25      | 10  | Jonathan Palmer    | RAM-Hart            | 1:29.778 | 1:27.458 | + 4.797 |
| 26      | 21  | Mauro Baldi        | Spirit-Hart         | 1:28.360 | 1:30.146 | + 5.699 |
| 27      | 9   | Philippe Alliot    | RAM-Hart            | 1:29.637 | 1:29.576 | + 6.915 |
| Fontes: |     |                    |                     |          |          |         |

### Corrida
| Pos.    | Nº | Piloto             | Construtor          | Voltas | Tempo/Dif.    | Grid | Pontos            |
| ------- | -- | ------------------ | ------------------- | ------ | ------------- | ---- | ----------------- |
| 1       | 7  | Alain Prost        | McLaren-TAG/Porsche | 31     | 1:01'07.740   | 1    | 4.5               |
| 2       | 19 | Ayrton Senna       | Toleman-Hart        | 31     | + 7.446       | 13   | 3                 |
| DSQ     | 4  | Stefan Bellof      | Tyrrell-Ford        | 31     | + 21.141      | 20   | [ 12 ] [ nota 1 ] |
| 3       | 28 | René Arnoux        | Ferrari             | 31     | + 29.077      | 3    | 2                 |
| 4       | 6  | Keke Rosberg       | Williams-Honda      | 31     | + 35.246      | 10   | 1.5               |
| 5       | 11 | Elio de Angelis    | Lotus-Renault       | 31     | + 44.439      | 11   | 1                 |
| 6       | 27 | Michele Alboreto   | Ferrari             | 30     | + 1 volta     | 4    | 0.5               |
| 7       | 24 | Piercarlo Ghinzani | Osella-Alfa Romeo   | 30     | + 1 volta     | 19   |                   |
| 8       | 5  | Jacques Laffite    | Williams-Honda      | 30     | + 1 volta     | 16   |                   |
| Ret     | 22 | Riccardo Patrese   | Alfa Romeo          | 24     | Direção       | 14   |                   |
| Ret     | 8  | Niki Lauda         | McLaren-TAG/Porsche | 23     | Rodou         | 8    |                   |
| Ret     | 14 | Manfred Winkelhock | ATS-BMW             | 22     | Rodou         | 12   |                   |
| Ret     | 12 | Nigel Mansell      | Lotus-Renault       | 15     | Rodou         | 2    |                   |
| Ret     | 1  | Nelson Piquet      | Brabham-BMW         | 14     | Pane elétrica | 9    |                   |
| Ret     | 25 | François Hesnault  | Ligier-Renault      | 12     | Pane elétrica | 17   |                   |
| Ret     | 2  | Corrado Fabi       | Brabham-BMW         | 9      | Pane elétrica | 15   |                   |
| Ret     | 20 | Johnny Cecotto     | Toleman-Hart        | 1      | Rodou         | 18   |                   |
| Ret     | 16 | Derek Warwick      | Renault             | 0      | Colisão       | 5    |                   |
| Ret     | 15 | Patrick Tambay     | Renault             | 0      | Colisão       | 6    |                   |
| Ret     | 26 | Andrea de Cesaris  | Ligier-Renault      | 0      | Acidente      | 7    |                   |
| DNQ     | 17 | Marc Surer         | Arrows-Ford         |        |               |      |                   |
| DNQ     | 3  | Martin Brundle     | Tyrrell-Ford        |        |               |      | [ 12 ] [ nota 1 ] |
| DNQ     | 23 | Eddie Cheever      | Alfa Romeo          |        |               |      |                   |
| DNQ     | 18 | Thierry Boutsen    | Arrows-BMW          |        |               |      |                   |
| DNQ     | 10 | Jonathan Palmer    | RAM-Hart            |        |               |      |                   |
| DNQ     | 21 | Mauro Baldi        | Spirit-Hart         |        |               |      |                   |
| DNQ     | 9  | Philippe Alliot    | RAM-Hart            |        |               |      |                   |
| Fontes: |    |                    |                     |        |               |      |                   |

## Tabela do campeonato após a corrida
| Pos.    | Piloto          | Pontos |
| ------- | --------------- | ------ |
| 1       | Alain Prost     | 28,5   |
| 2       | Niki Lauda      | 18     |
| 3       | René Arnoux     | 15     |
| 4       | Derek Warwick   | 13     |
| 5       | Elio de Angelis | 13     |
| Fontes: |                 |        |

| Pos.    | Construtor          | Pontos |
| ------- | ------------------- | ------ |
| 1       | McLaren-TAG/Porsche | 46,5   |
| 2       | Ferrari             | 24,5   |
| 3       | Renault             | 21     |
| 4       | Lotus-Renault       | 17     |
| 5       | Williams-Honda      | 11,5   |
| Fontes: |                     |        |

- Nota: Somente as primeiras cinco posições estão listadas. Entre 1981 e 1990 cada piloto podia computar onze resultados válidos por temporada não havendo descartes no mundial de construtores.